# César Ramírez Caje
César Augusto Ramírez Caje (Curuguaty, Departamento de Canindeyú; 24 de marzo de 1977), más conocido como César El Tigre Ramírez, es un exfutbolista y político paraguayo. Actualmente es secretario ejecutivo de la Secretaría Nacional de Deportes, anteriormente fue gobernador del Departamento de Canindeyú (2018-2023).
Como futbolista, junto a Saturnino Arrúa, es considerado por la afición de Cerro Porteño como uno de los máximos ídolos de la historia del club.

## Carrera como futbolista
Debutó en Primera División de Paraguay con 18 años en el conjunto de Cerro Corá, el 24 de junio de 1995, contra Olimpia, partido que terminó 0:0 en el Estadio de Campo Grande.
En ese mismo año, por sus grandes cualidades es transferido al Sporting Lisboa, compitiendo hasta el 1998 en Portugal, luego en 1999 pasa al Vélez Sársfield, de ahí a la entidad en donde conquista casi todo sus triunfos deportivos; Cerro Porteño, hasta el 2005 cuando llega al Flamengo, ganando la Copa de Brasil y el aprecio de la hinchada del Rubro-Negro, retornando finalmente a su querido Cerro Porteño en el Campeonato Paraguayo de Fútbol 2007 hasta su último partido dentro del equipo azulgrana el 22 de abril del 2010, si bien se hablaría después de un posible retorno al fútbol jugando por el Club Guaraní, Ramírez ya no volvió a las canchas.
Debutó en Cerro Porteño el 5 de agosto de 2000, por la 2 fecha del Torneo Clausura, frente a Colegiales, encuentro que terminó empatado 1:1 en el Estadio Antonio Oddone Sarubbi.
Participó en 9 temporadas locales: 2000, 2001, 2002, 2004, 2005, 2007, 2008, 2009 y Torneo Apertura 2010.
Vistió la camiseta azulgrana en 158 partidos del campeonato local, anotando 43 goles.

#### Participaciones internacionales
Con este club participó en 11 torneos internacionales oficiales.
- Copa Mercosur: (2): 2000 y 2001
- Copa Libertadores: (5) 2001, 2002, 2005, 2007 y 2010
- Copa Sudamericana: (4) 2002, 2004, 2005 y 2009

Completando 54 juegos y convirtiendo 13 goles.

#### Selección nacional
Ha sido internacional con la selección de fútbol de Paraguay. Además jugó un Mundial: el de Francia en 1998 jugando 2 partidos.
También jugó 2 en la Copa Kirin, 4 por amistosos y 6 por Eliminatorias mundialistas sin gol alguno, sumando 12 partidos con su selección.

#### Despedida
El 22 de abril del 2010, se despedió del club de sus amores, en un partido por Copa Libertadores ante Racing de Uruguay. Entró a la cancha a los 70 minutos, y todos los hinchas lo aclamaron.

## Clubes
| Club            | País      | Año       |
| --------------- | --------- | --------- |
| Cerro Corá      | Paraguay  | 1995-1996 |
| Sporting Lisboa | Portugal  | 1996-1998 |
| Vélez Sársfield | Argentina | 1999      |
| Cerro Porteño   | Paraguay  | 1999-2002 |
| Olimpia         | Paraguay  | 2003      |
| Cerro Porteño   | Paraguay  | 2004-2005 |
| Flamengo        | Brasil    | 2005-2006 |
| Cerro Porteño   | Paraguay  | 2007-2010 |

### Goles en la Liga de Campeones de la UEFA
| Resultados      | Resultados | Resultados | Resultados | Lugar  | Estadio               | Fecha                   | Temporada | Gol(es) |
| --------------- | ---------- | ---------- | ---------- | ------ | --------------------- | ----------------------- | --------- | ------- |
| Sporting Lisboa | 2          | 1          | Lierse     | Lisboa | Estadio José Alvalade | 10 de diciembre de 1997 | 1997-98   | 1 gol   |

Para un total de 1 gol.

## Palmarés

### Torneos nacionales
| Título                    | Club          | País     | Año  |
| ------------------------- | ------------- | -------- | ---- |
| Torneo Apertura           | Cerro Porteño | Paraguay | 2001 |
| Torneo Clausura           | Cerro Porteño | Paraguay | 2001 |
| Campeonato Absoluto       | Cerro Porteño | Paraguay | 2001 |
| Torneo Apertura           | Cerro Porteño | Paraguay | 2004 |
| Liguilla Pre-Sudamericana | Cerro Porteño | Paraguay | 2004 |
| Torneo Clausura           | Cerro Porteño | Paraguay | 2004 |
| Campeonato Absoluto       | Cerro Porteño | Paraguay | 2004 |
| Torneo Apertura           | Cerro Porteño | Paraguay | 2005 |
| Torneo Clausura           | Cerro Porteño | Paraguay | 2005 |
| Campeonato Absoluto       | Cerro Porteño | Paraguay | 2005 |
| Copa de Brasil            | Flamengo      | Brasil   | 2006 |
| Copa Desafío Personal     | Cerro Porteño | Paraguay | 2007 |
| Torneo Apertura           | Cerro Porteño | Paraguay | 2009 |

### Torneos internacionales
| Título                  | Club          | País     | Año  |
| ----------------------- | ------------- | -------- | ---- |
| Copa Filigrana          | Cerro Porteño | Paraguay | 2002 |
| Copa Verano             | Cerro Porteño | Paraguay | 2005 |
| Copa Ciudad de Santa Fe | Cerro Porteño | Paraguay | 2007 |